# Edithea
Edithea là một chi thực vật có hoa trong họ Thiến thảo (Rubiaceae).

## Loài
Chi Edithea gồm các loài: